# Calle de la Pasión
La calle de la Pasión es una vía urbana de la ciudad de Valladolid, España.

## Descripción
Aparece descrita en Las calles de Valladolid de Juan Agapito y Revilla de la siguiente manera:

Encuentro titulada esta calle con el nombre de «calle del Pasadizo de Don Alonso», porque, en efecto, en ella tenía sus casas principales la linajuda familia de los Niño de Castro, en la cual se vinculó el cargo de Merino mayor de la villa y de la ciudad, y ser Don Alonso Niño de Castro uno de los principales personajes de ella, muy popular y muy afecto a Don Carlos I. Por cierto que se cuenta una graciosa anécdota a él relacionada con motivo de los alborotos ocasionados en los múltiples incidentes de las Comunidades de Castilla en 1520. Don Alonso sostuvo el partido realista, y, es claro, el pueblo, comunero hasta las cachas, dio en molestar al magnate, que, además, por su cargo de Merino no era muy bien querido del elemento popular. Como a tantos otros, le destruyeron las casas, situadas en dicho pasadizo, por el fuego y la piqueta, y por los daños que le produjeron en su hacienda pidió a Don Carlos recompensa y favor, alegando, entre otros perjuicios, que le habían derrocado dichas casas. El rey quiso informarse detalladamente de todo ello, y preguntó con interés quiénes habían sido los que le habían derribado la casa, para castigarles debidamente, y al contestarle que «los mochachos», dice que replicó con cierta sorna: «¿Acaso soy yo Herodes?», con que se celebró la donosa ocurrencia ruidosamente.

Luego se construyó en la relacionada calle la iglesia de la Pasión, por su cofradía, compuesta casi por completo de artistas, pintores y escultores, haciéndose el edificio por 1579. Precisamente, por ser cofradía de artistas, quería ir en la vanguardia de la moda y corrientes iniciadas, y en 1666 encargó la decoración de la bóveda de la iglesia al maestro Felipe Berrojo, que era considerado como de los más prestigiosos en su oficio, y al poco tiempo hasta se reconstruyó la fachada, haciéndola de piedra, dentro del estilo barroco, de lo primero que en obra de fábrica se hizo en la ciudad, terminándose en 1672. El edificio mereció ser clasificado de arquitectónico-artístico por Real Orden de 10 de marzo de 1928, cabiéndome la suerte de haber sido el primero que informó sobre tal pretensión, en nombre de la Comisión de Monumentos de la provincia.
Por tal iglesia se empezó a llamar a la calle «de la Pasión», como se la rotula ya en el plano de 1738.

En esta calle nació o vivió, por lo menos, Don Manuel Canesi, autor de una Historia de Valladolid, escrita en el siglo XVIII, que permanece inédita y se guarda en la biblioteca de la Diputación de Vizcaya.